# Chiusa (Italia)
Chiusa (in tedesco Klausen, in ladino Tluses) è un comune italiano di 5 199 abitanti della provincia autonoma di Bolzano in Trentino-Alto Adige.

## Geografia fisica
Chiusa si trova lungo il corso del fiume Isarco e storicamente è cittadina doganale. Può vantare il titolo di "città", insieme ad altri sette comuni dell'Alto Adige. Si trova ad una trentina di chilometri a nord di Bolzano e una decina a sud di Bressanone.
Chiusa città si trova lungo la Strada statale 12 dell'Abetone e del Brennero, sotto la rocca di Sabiona.

## Origini del nome
Il toponimo Chiusa deriva evidentemente dal latino clausa, clusa, che significa "chiusa di un corso d'acqua", in questo caso dell'Isarco. Il nome è dapprima attestato nel 1027 in un documento di Corrado II il Salico a favore del vescovo di Bressanone Hartwig come Clausa sub Sabiona sita.

## Storia

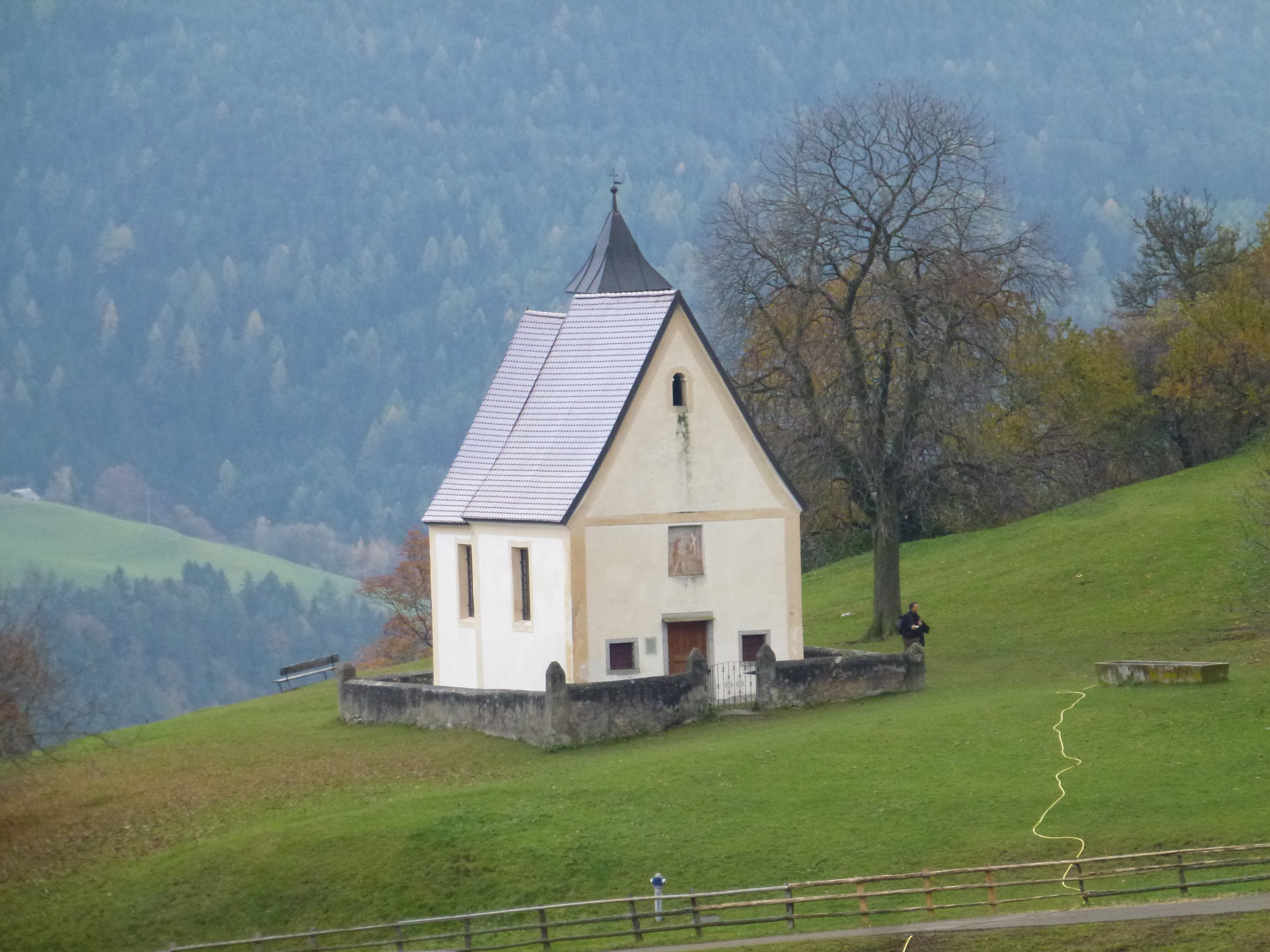
S. Caterina

### Origini
Il territorio comunale, sovrastato dal monastero di Sabiona (tedesco Säben), era già abitato prima di Cristo. Qui troviamo infatti tombe sia del periodo dei reti che del periodo germanico. Tra l'800 e il 1000 Sabiona diviene un'importante sede vescovile, fino a quando questa fu trasferita a Bressanone, nell'attuale diocesi di Bolzano-Bressanone.
L'artista rinascimentale tedesco Albrecht Dürer nel 1494 si trattiene a Chiusa per ritrarre la città da lui molto apprezzata. Le sue impressioni sono presumibilmente fissate nell'incisione Das große Glück.
Sulla città di Chiusa, ha avuto un'importante influenza, il monastero delle suore di clausura di Sabiona. All'interno del convento dei frati cappuccini, si trova una statua che raffigura il bellicoso frate Joachim Haspinger, che lottò assieme ad Andreas Hofer, per contrastare l'avanzata bavarese.
Nel tardo Otto- e primo Novecento, Chiusa fu una dimora di molti artisti, provenienti soprattutto dalla Germania. Il paese di Chiusa fa parte del circuito de "I borghi più belli d'Italia". Nel 2002 lo scrittore tedesco Andreas Maier dedica a Chiusa il suo romanzo Klausen, tradotto anche in inglese.

### Simboli
Lo stemma raffigura una chiave d'argento, su sfondo rosso, posta in banda. Richiama il nome di Chiusa (dal latino clausa) e la sua posizione nella stretta gola formata dal corso dell'Isarco
che consentiva il controllo del passaggio alpino che poteva essere "chiuso" al transito dei nemici. 
Lo stemma fu utilizzato come sigillo dal 1448, conosciuto dal 1397 e concesso nel 1540 dal cardinale Bernardo Clesio, amministratore del vescovado di Bressanone.

## Monumenti e luoghi d'interesse
- Castel Summersberg a Gudon
- Museo civico di Chiusa (Stadtmuseum Klausen)
- Castello di Gernstein, a Lazfons
- Castel Anger, a Griesbruck
- La collina dei frati (Paterbichl)
- La chiesa di Sant'Andrea (XV secolo)
- La Rotonda di San Sebastiano, chiesa (XIII secolo)
- Il monastero di Sabiona

## Società

### Ripartizione linguistica
La sua popolazione è per la grande maggioranza di madrelingua tedesca:
| %      | Ripartizione linguistica (gruppi principali) |
| ------ | -------------------------------------------- |
| 80,66% | madrelingua tedesca                          |
| 18,46% | madrelingua italiana                         |
| 0,87%  | madrelingua ladina                           |

### Evoluzione demografica
Abitanti censiti

## Geografia antropica

### Frazioni
Accanto al centro sede del comune, tre sono le frazioni: Lazfons (tedesco Latzfons), la più popolata che si trova lungo la strada per Velturno, poi Verdignes (tedesco Verdings), sotto Lazfons e Gudon (ted. Gufidaun), più a valle.

## Infrastrutture e trasporti
Il paese è servito dalla stazione di Chiusa, facente parte della ferrovia del Brennero e in passato capolinea della soppressa ferrovia della Val Gardena. Nel territorio comunale vi era altresì la stazione di Val di Funes, costruita all'imboccatura dell'omonima valle e dismessa nel 2001.

## Amministrazione
| Periodo | Periodo   | Primo cittadino        | Partito | Carica  | Note |
| ------- | --------- | ---------------------- | ------- | ------- | ---- |
| 1969    | 1989      | Josef Prader           |         | Sindaco |      |
| 1989    | 1997      | Heinrich Gasser        |         | Sindaco |      |
| 1997    | 2010      | Arthur Scheidle        | SVP     | Sindaco |      |
| 2010    | 2020      | Maria-Anna Gasser Fink | SVP     | Sindaco |      |
| 2020    | in carica | Peter Gasser           | SVP     | Sindaco |      |